# آلفرد کلباسا
آلفرد کلباسا (به آلمانی: Alfred Kelbassa) بازیکن فوتبال و مهاجم اهل آلمان است که از سال ۱۹۵۶ میلادی عضو تیم ملی فوتبال آلمان بوده‌است. وی در ۶ بازی ملی حضور داشته است و آخرین بازی ملی خود را در سال ۱۹۵۸ میلادی انجام داد. آلفرد کلباسا در بازی‌های ملی‌اش ۲ گل به ثمر رساند.